# 홍콩 스탠다드차타드은행
홍콩 스탠다드차타드(영어: Standard Chartered Bank (Hong Kong) Limited, 중국어: 渣打銀行(香港)有限公司)는 홍콩에 설립 된 라이선스 은행이며 스탠다드차타드의 자회사이다. 또한 홍콩 금융관리국이 홍콩 달러 지폐를 발행하도록 허가 한 세 개의 상업 은행 중 하나이기도 하다.

## 역사
홍콩 스탠다드차타드의 역사는 인도 오스트레일리아 중국 차타드 은행이 홍콩에 지사를 설립한 1859년으로 거슬러 올라간다. 스탠다드차타드는 1862년에 홍콩 달러 지폐 발행을 시작했으며, 오늘날에도 여전히 발행한다.
2000년 스탠다드차타드는 체이스 맨해튼 카드 컴퍼니 리미티드(Chase Manhattan Card Company Limited)를 포함한 체이스 맨해튼 은행(Chase Manhattan Bank)의 홍콩 기반 소매 금융 업무를 인수했다. 2010년 스탠다드차타드는 GE캐피탈의 홍콩 소비자 영업을 인수했다.
홍콩 중부의 데스 보유 로드(Des Voeux Road)에 있는 스탠다드차타드 은행 빌딩(Standard Chartered Bank Building)는 은행 이름을 딴 것이다. 이 건물은 현재 항룽 그룹(Hang Lung Group)이 소유하고 있다.
이사회 의장은 전 홍콩 지사장인 도널드 창(Donald Tsang)의 여동생, 이전에는 중화권 운영 위원장이었던 캐서린 창(Katherine Tsang)이다. 그녀는 2004년부터 직책을 맡았던 자우충공(Chow Chung-Kong)의 뒤를 이어 2011년 1월 1일에 최고 자리를 차지했다.

## 현지 법인 설립
2004년 7월 1일 스탠다드차타드는 홍콩 스탠다드차타드 은행, 맨해튼 카드 회사, 스탠다드차타드 금융 회사, 스탠다드차타드 국제 무역 제품 회사 및 차타드 캐피탈 회사의 홍콩 지사 설립을 완료했다. 홍콩 스탠다드차타드 은행은 Standard Chartered Bank (Hong Kong) Ltd.라는 이름으로 홍콩에서 라이선스를 받은 은행으로 운영된다.

## 지폐
홍콩 스탠다드차타드 은행은 중국은행 (홍콩)(Bank of China (Hong Kong))과 홍콩상하이은행(HSBC)과 더불어 홍콩에서 지폐를 발행하기 위해 홍콩 금융관리국이 허가한 세 개의 상업 은행 가운데 하나다. 은행은 1860년대 이래로 (인도 오스트레일리아 중국 차타드 은행과 같은) 지폐를 발행해 왔다.
2004년 7월 1일에 은행 설립을 앞두고 홍콩 입법회는 법률적 입찰 메모 발행 법령을 개정했다. 개정안은 스탠다드차타드 은행을 새로 설립한 자회사인 홍콩 스탠다드차타드 은행을 홍콩의 메모 은행 중 하나로 대체했다.

## 같이 보기
- 스탠다드차타드 은행
- 홍콩 마라톤
- 홍콩의 은행 목록